# Подолання минулого
Подолання минулого або примирення з минулим (нім. Vergangenheitsbewältigung, англ. Overcoming the past) — ключове поняття післявоєнної публічної дискусії у Німеччині про те, як оцінювати події XX століття, особливо щодо минулого націонал- соціалізму. У сучасному розумінні «примирення з минулим» розглядається як збірне поняття для діяльності, яку здійснюють демократичні суспільства, віддані підтримці прав людини, для того, щоб примиритися з минулим, яке позначене диктатурою та її злочинами.
Оскільки минуле неможливо «опанувати», то поняття «подолання минулого» зосереджує основну увагу на примиренні з ним через визнання колективної та індивідуальної відповідальності за події минулого. Таким чином воно близьке до процесу культури пам’яті. З кінця XX століття також вживаються такі близьк за змістом терміни, як історична політика чи політика пам'яті, які позначають політичний контроль над цим процесом.
Подолання минулого має індивідуальний та колективний вимір, що передбачає необхідність подолання негативних та стресових факторів, психологічних травми і почуття провини. Зокрема у післявоєнній Німеччині в багатьох родинах з нацистським минулим було неприйнятно запитувати солдатів будь-якого рангу про їхній досвід та вчинки у роки нацистського режиму.

## Поява терміна
Поняття «примирення з минулим» часто приписують історику Герману Гаймпелю і часто використовувалось першим федеральним президентом Теодором Гойсом у його промовах. Ранні докази використання цього поняття можна знайти у запрошенні на конференцію на тему «Обов’язковий характер і проблеми в нашій історії», яка була організована Євангельською академією в Берліні у 1955 році. У запрошенні директор академії Еріх Мюллер-Ґанґлофф говорив про «тінь невирішеного минулого», яка падає на історію Німеччини.
У Німеччині та Австрії термін «подолання минулого» використовується, перш за все, в оцінці націонал-соціалізму та його проявів. До них належать диктатура, злочини проти людяності, геноцид, Голокост, расизм, провина у війні, співучасники. Примирення з нацистським минулим почалося одразу після Другої світової війни з Нюрнберзького процесу та подальших судових процесах над основними військовими злочинцями.
Після мирної революції в НДР та об'єднання Німеччини розпочалась нова сторінка у «подоланні минулого». Відкриття документів Штазі показали наскільки важливо для людей примиритися зі своїм особистим минулим: вони хотіли знати, хто і коли за ними шпигував або доносив, хотіли виправити несправедливість, а в деяких випадках також спокутувати провину.

## Критика
Ще зовсім недавно німецький приклад «подолання минулого» здавався успішним. Нація подолала наслідки нацистського і комуністичного минулого, впевнено будує демократичну державу, проводить активну міжнародну політику, спрямовану на мирне і взаємовигідне співіснування сусідніх країн.
Проте виправдання німецького уряду з покликанням на історію продемонстрували дуже дивні і вибіркові уявлення про минуле. Уявлення, в яких більшість теренів, окупованих нацистами в Східній Європі в роки минулої війни, були не українськими чи білоруськими, а чомусь російськими, а 8-10 мільйонів вбитих у ній українців просто забуті.